# Guillaume V Bertrand de Provence
Guillaume de Provence, dit Guillaume Bertrand (Guilhem Bertran), mort entre 1063 et 1074, est comte et marquis indivis de Provence, issu de la branche cadette de la dynastie comtale de Provence. Il est numéroté V ou VI selon les auteurs.

## Biographie

### Origines
Guillaume Bertand est le fils de Foulques-Bertrand/Fouque-Bertran († entre 1050/1054), comte de Provence, et d'Ermengarda/Eldegarda (Hildegarde)/Eldiarde Eveza. Manteyer (1908) indiquait « L'erreur serait grande de croire que Guillaume Bertrand […] porte un surnom identique à celui de son père, Foulques-Bertrand. […] c'est un surnom patronymique placé après le nom de naissance ».
Il a un frère, Geoffroi (Jaufre).
Une charte du cartulaire de Saint-Victor de Marseille, datée de 1044, le mentionne aux côtés de son père et de son frère Geoffroi (Vilelmus et Gauzfredus comites sive marchiones Provincie, filii prefati Bertranni) dans une donation en faveur de l'abbaye de Saint-Victor de Marseille,.

### Comte de Provence
Avec son frère Geoffroi (Jaufre), il succède à leur père comme comtes de Provence en indivision,, également avec leur oncle Geoffroi Ier et leur cousine Emma, veuve du comte Guillaume III de Toulouse. 
Entre 1053 et 1068, il confirme avec son frère, aux moines de Montmajour, « la restitution des dîmes de Pertuis et la donation de quatre manses à Manosque faites par leur père. Ils se font payer 100 sous par les moines. Les moines sont obligés de faire reconnaître leurs droits sur Pertuis par les comtes, à chaque génération. »
Il est cité dans un acte de fondation d'une église faite par l'évêque de Sisteron, Gérard, ainsi que dans deux autres donations, en 1057 et en 1063. L'acte de 1063 est une souscription avec son frère à la donation faite, à Avignon, par le vicomte d'Avignon et sa famille à Cluny de Pont-de-Sorgues.
Vers 1060-1065, il confirme avec son frère une donation faite par leur père à l'abbaye de Saint-Victor de Marseille, en 1030.

### Mort et succession
Son frère, Geoffroi meurt avant 1067, sans laisser d'enfants. Guillaume Bertrand meurt peu après, entre 1065 et 1074,. Manteyer (1908) indiquait sa mort avant sa mort avant 1067, « entre le 1er mai 1065 et 1067 ».
Après sa mort, sa fille est mariée peu avant 1080 au comte d'Urgell, Ermengaud/Ermengol/Armengol IV († 1090). Elle succèdera à son père comme comtesse de Provence, vers 1102, avant prendre le titre de comtesse de Forcalquier, à partir de 1110.

## Famille
Certains auteurs considèrent que Guillaume aurait épousé en premières noces Thérèse d'Aragon, fille de Ramire Ier, roi d'Aragon, et de Gilberge de Cousserans.
Pour Manteyer (1908) ou Mazell (2011), il se marie avec Azalaïs/Adélaïde/Alix, que les auteurs contemporains surnomment de Cavenez († apr. octobre 1113), fille du seigneur de Valpergue (Valperga), près de Turin italien, dont :
- Adélaïde/Azalaïs/Alix († v. 1144/50), mariée à Ermengaud/Ermengol/Armengol IV († 1090), comte d'Urgell (1065-1090)[17],[18].

#### Ouvrages récents
- Édouard Baratier, Histoire de la Provence, Toulouse, Editions Privat, 1990, 604 p. (ISBN 2-7089-1649-1) (réédition).
- Florian Mazel, La noblesse et l'Église en Provence fin Xe - début XIVe siècle, Paris, CTHS, 2002, 803 p. (ISBN 978-2-7355-0503-6, LCCN 2005397122).
- Mariacristina Varano (thèse soutenue à l'université d'Aix-Marseille I), Espace religieux et espace politique en pays provençal au Moyen Âge (IXe-XIIIe siècles). L'exemple de Forcalquier et de sa région, 2011, 1007 + 132 (lire en ligne [PDF]).

#### Ouvrages anciens
- Jean-Pierre Poly, La Provence et la société féodale : 879-1166, contribution à l'étude des structures dites féodales dans le Midi, Paris, Bordas, 1976, 431 p. (lire en ligne).
- Georges de Manteyer, La Provence du premier au douzième siècle : études d'histoire et de géographie politique. Tome 1, Picard, 1908, 988 p. (lire en ligne).